# Anton, Texas
Anton là một thành phố thuộc quận Hockley, tiểu bang Texas, Hoa Kỳ. Năm 2010, dân số của xã này là 1126 người.

## Dân số
- Dân số năm 2000: 1200 người.
- Dân số năm 2010: 1126 người.